# Lord Jamar
Lord Jamar (ur. 17 września 1968 jako Lorenzo Dechalus w New Rochelle, Nowy Jork) amerykański raper i aktor, członek Brand Nubian, przyjaciel Wu-Tang Clan.
Jako aktor najlepiej znany z roli Supreme Allah w serialu Oz. Wystąpił też w serialu Prawo i porządek: Sekcja specjalna (ang. Law & Order: Special Victims Unit). W 2006 wydał swój debiutancki album The 5% Album zadedykowany Nation of Gods and Earths, do którego raper należy od 16. roku życia.

## Dyskografia

### Albumy studyjne
Opracowano na podstawie źródła.
- The 5% Album (2006)